# Ultratop榜
是比利時唱片音樂協會（前身为比利時娛樂協會）製作、發布的比利时音樂排行榜，首份榜單於1995年發表。比利時早期擁有音樂排行榜，但排行基於唱片公司的資料而非零售端的實際銷售量。為了改善這種情況，當時的國際唱片業協會比利時分會推行官方音樂排行榜，並根據比利时文化分成以荷兰语区的佛兰德分榜和法语区的瓦隆尼亚分榜。
榜單基於各地實體零售商和電台製作，2006年新增數位下載資料，單曲榜和專輯榜分別於2016年、2017年新增串流數據。为了避免通过增加歌曲数量导致专辑销量膨胀，榜單只统计播放量最高的12首歌曲，當中最熱門的两首歌曲被计算在其餘十首歌曲的平均值中。

## 外部連結
- 官方网站：Ultratop佛兰德榜（荷兰语）、瓦隆榜（法语）